# Becal
Becal är en ort i Mexiko.   Den ligger i kommunen Calkiní och delstaten Campeche, i den östra delen av landet, 1 000 km öster om huvudstaden Mexico City. Becal ligger 16 meter över havet och antalet invånare är 6 894.
Terrängen runt Becal är mycket platt, och sluttar västerut. Runt Becal är det ganska glesbefolkat, med 32 invånare per kvadratkilometer. Närmaste större samhälle är Calkiní, 8,4 km söder om Becal. I omgivningarna runt Becal växer i huvudsak lövfällande lövskog.